# Falkenberg (Trossin)
Falkenberg ist ein Ortsteil der Gemeinde Trossin im Landkreis Nordsachsen in Sachsen.

## Lage
Falkenberg liegt südwestlich der Gemeinde Trossin und westlich vom Ortsteil Roitzsch mitten in der Feldmark, die vom Wald der Dübener Heide umschlossen ist. Die Kreisstraßen 7401 und 8901 verbinden das Dorf verkehrsmäßig.

## Geschichte
Die slawische Siedlung Falkenberg wurde erstmals 1314 als Valkinberc urkundlich genannt. Der Name änderte sich im Laufe der Zeit nur unbedeutend. Schon 1406 wurde das Dorf Falkenberg geschrieben. Die Landgemeinde mit Oberförsterei und einem Gutsbezirk  entwickelte sich als Straßendorf mit Gassenteil. 1551 wohnten im Dorf 50 Menschen, 1818 siedelten schon 465 Menschen im Ort, 1950 waren 683 es Personen und 1990 sind 387 Einwohner registriert worden. Die übergeordnete Behörde saß einmal in Eilenburg, ansonsten in Torgau und ab 2008 übt der Landkreis Nordsachsen die Funktion aus. Die Kirche war von 1500 bis 2008 eine Pfarrkirche.